# 后奕镇
后奕镇，是中华人民共和国河北省廊坊市永清县下辖的一个乡镇级行政单位。

## 行政区划
后奕镇下辖以下地区：
后奕村、南门村、白雁口村、坚固庄村、石各庄村、李奉先村、小刘庄村、郑家窑村、姚窠村、邓家务村、小黄村、韩各庄村、东庞各庄村、西庞各庄村、董相庄村、东义和村、团聚庄村、辛立张场村和南辛立庄村。